# Estación de Nuits-sous-Ravières
La estación de Nuits-sous-Ravières es una estación ferroviaria francesa de la línea París - Marsella, situada en la comuna de Nuits, en el departamento de Yonne, en la región de Borgoña. Por ella transitan únicamente trenes regionales.

## Situación ferroviaria
La estación se encuentra en la línea férrea París-Marsella (PK 224,760). Además pertenece al trazado de las siguientes líneas férreas.
- Línea férrea Nuits-sous-Ravières - Châtillon-sur-Seine. Es una corta línea de 35,4 kilómetros. Dispuso de tráfico de viajeros hasta el año 1938. En la actualidad se mantiene totalmente operativa a nivel de tráfico de mercancías.
- Línea férrea Avallon - Nuits-sous-Ravières. Es un corto eje transversal que fue inaugurado en 1888. Sin embargo, la extrema lentitud del recorrido (velocidades máximas de 25 km/h), los malos enlaces con París y la escasa voluntad de la empresa encargada de explotar la línea de modernizarla llevó a su cierre definitivo en 1952.

En dirección Dijon desde Tonnerre es necesario superar los túneles de Lézinnes (532 metros) y de Pacy (1002 metros) para llegar hasta la estación.

## Servicios ferroviarios

### Regionales
Los TER Borgoña enlazan las siguientes ciudades:
- Línea París - Dijon.
- Línea Auxerre - Dijon.